# 耳叶马蓝
耳叶马蓝（学名：Strobilanthes auriculata）为爵床科紫云菜属的植物。分布在喜马拉雅山、孟加拉国、中南半岛、印度以及中国大陆的云南、广西等地，生长于海拔850米至1,840米的地区，目前尚未由人工引种栽培。

## 异名
- Strobilanthes auriculatus (Wall.) Nees